# 龔可楷
龔可楷（？年—1646年），字君端，常州府武进县人。明朝政治人物。

## 生平
天啓七年（1627年）丁卯科應天府乡试舉人，崇祯四年（1631年）辛未科进士。七年授行人司行人，九年考选，授工部武库司主事，十二年升职方司员外郎，十三年升武库司郎中，调武选司郎中。出为浙江杭严道兵备副使，杖毙妖僧金台。迁广东参政，丁母忧归。
明亡，避入太湖，与葛麟、卢象观等人起兵抗清。兵败后，率五千军民由海道投唐王朱聿键于建宁府，被任命以原衔监军漳州。不久清军至漳州，1646年十月攻陷漳州，龔可楷身穿明朝朝服，向南跪拜后，自刎殉国。同死者有太僕寺卿傅雲龍、金丽泽、總兵張大衡等人。唐王追赠大理寺卿。
子龔雲起，护送父亲棺木回乡时遇到盗贼，面上被刀割伤，手五指俱被砍断，但最終将棺木无恙送回家乡。